# 코스모그램

네 가지 물질 원소의 상호 작용과 신명사문자의 네 개 철자의 조화를 묘사한 (17세기의) 한 연금술 표의 문자

작가 존 미첼의 기하학적 도해 "신예루살렘"

코스모그램(cosmogram)은 우주론을 묘사하는 평면의 기하학 도형이다. 그것들 중 어떤 것들은 명상을 위해서 만들어졌다. 만다라가 가장 잘 알려진 코스모그램이지만, 중세 동안에 서유럽에서 사용된 스키마(schema)로 알려진 유사한 도해들도 있다.
많은 코스모그램들은 하나의 원과 사각형 또는 하나의 원과 십자가 특징을 이룬다. 원은 우주 또는 통합을 상징한다. 사각형이나 십자는 지구와 네 방위를 상징한다. 중심은 개인을 상징할 수도 있다. 원과 사각형이나 십자가 특징인 많은 도해들이 고의로 그렇게 만들어진 것이 아닌데도, 코스모그램으로 해석된다. 예를 들어, 엽전이 둥글고 가운데에 사각형 구멍이 뚫려 있으므로, 그렇게 해석되어오고 있으며, 루도 게임의 보드와 십자원 놀이도 그러하다.
"코스모그램"은 우주 생명 상관론에서 특화된 천궁도를 뜻하는 데 사용되는 이름이기도 하다.

## 같이 보기
- 신성 기하학
- 얀트라